# Collinsia thulensis
Collinsia thulensis là một loài nhện trong họ Linyphiidae.
Loài này thuộc chi Collinsia. Collinsia thulensis được Jackson miêu tả năm 1934.